# Harold Cottam
Harold Cottam (Southwell, 27 gennaio 1891 – Lowdham, 30 maggio 1984) è stato un ufficiale telegrafista britannico che, a bordo del Carpathia, ricevette casualmente la chiamata di soccorso del Titanic durante il suo naufragio, contribuendo al salvataggio dei superstiti del Titanic.

## Biografia

### Primi anni e carriera
Harold Cottam nacque il 27 gennaio 1891, figlio maggiore di William Cottam, un costruttore inglese. Andò a Londra per studiare telegrafia al British College of Telegraphy, un istituto privato a Clapham, dove si laureò all'età di 17 anni, divenendo il più giovane laureato della scuola nel 1908, e in seguito ottenne un incarico presso la Marconi Company come telegrafista del RMS Empress of Ireland.
Come dipendente della Marconi, Cottam fu successivamente assegnato come telegrafista presso l'ufficio postale britannico.

### La tragedia del Titanic
La tarda sera del 14 aprile 1912, Cottam era sul ponte del Carpathia a riferire i messaggi del giorno, perdendo così le prime chiamate di soccorso del Titanic poco dopo mezzanotte. Il turno di Cottam era già finito e stava per andare a dormire, ma lasciò il telegrafo acceso e ascoltò le notizie da Capo Race che riferivano di messaggi privati per il Titanic riguardo la presenza di iceberg e pensò che sarebbe stato utile informare il Titanic di questo. In risposta ha ricevuto la chiamata di soccorso del Titanic da parte del marconista Jack Phillips. In seguito a questo messaggio, Cottam svegliò immediatamente il capitano Arthur Rostron nonostante lo scetticismo dell'ufficiale di guardia. Rostron ordinò di cambiare rotta e avviare i motori al massimo per raggiungere il Titanic, mentre Cottam rimase in contatto radio con Phillips fino all'ultimo momento. Il Carpathia arrivò sul luogo dell'incidente poco dopo le 4:00 del mattino, circa un'ora e mezza dopo il naufragio, e cinque ore prima di qualsiasi altra nave. I 705 sopravvissuti sulle scialuppe del Titanic furono recuperati fino alle 8:00 del mattino, per poi fare rotta a New York, dove arrivarono il 18 aprile. Cottam venne assistito dall'amico Harold Bride, il marconista sopravvissuto del Titanic, trasmettendo messaggi ufficiali sul disastro e sui sopravvissuti alle navi della zona. Fu anche attraverso loro che le prime liste dei sopravvissuti raggiunsero la terraferma.
All'equipaggio del Carpathia venne attribuito il merito di aver salvato centinaia di vite e Cottam fu chiamato a testimoniare in più occasioni davanti all'inchiesta del Senato degli Stati Uniti sul disastro.

### Riconoscimenti ed eredità
Cottam ricevette un benvenuto da eroe quando il Carpathia raggiunse New York. Per il loro lavoro sul salvataggio, l'equipaggio ricevette medaglie dai superstiti del Titanic. I membri furono premiati con medaglie di bronzo, gli ufficiali (compreso Cottam) con medaglie d'argento e il capitano Rostron con una coppa d'argento e una medaglia d'oro, presentate da Margaret "Molly" Brown.
Cottam fu modesto riguardo al suo ruolo nel disastro e, a parte alcune interviste, ne parlò raramente con amici e familiari, preferendo la privacy.
Il ruolo cruciale di Cottam nel disastro è stato onorato nel 2013 con una targa blu sul muro dell'Old Ship Inn a Lowdham, dove ha vissuto.

### Vita successiva
Cottam continuò a lavorare per mare fino al 1922, quando sposò Elsie Jean Shepperson e assunse l'incarico di rappresentante di commercio. Nel 1958, si ritirò e si trasferì a Lowdham, nel Nottinghamshire, dove morì nel 1984.